# Conductismo social
Mientras que el conductismo psicológico se caracteriza por utilizar el vínculo E-R (estímulo-respuesta) para la descripción del comportamiento individual, el conductismo social se caracteriza por utilizarlo a través del concepto de actitud. Mientras que el vínculo E-R, en el primer caso, se aplica al campo de las respuestas de tipo emocional o fisiológico, en el segundo caso se lo aplica a la respuesta completa de un individuo contemplando tanto la interacción social como el aspecto cultural asociado.

## Relación con el conductismo psicológico
El conductismo de John B. Watson, aplicado al hombre, aparece como una ampliación de su empleo en la descripción de la conducta animal, en la cual no existe la introspección. George H. Mead escribió: “Quedaba, sin embargo, el campo de la introspección, de las experiencias que son privadas y que pertenecen al individuo mismo –experiencias comúnmente llamadas subjetivas. ¿Qué había que hacer con ellas? La actitud de John B. Watson fue la de la Reina en «Alicia en el País de las Maravillas»: «¡Cortadles la cabeza!»; tales cosas no existían. No existía la imaginación ni la conciencia”.

## Conductismo social y actitud
El conductismo social puede considerarse como el ámbito adecuado tanto para la descripción del individuo como del grupo social. Ello se advierte a partir de la utilización del concepto de actitud, por cuanto implica el vínculo existente entre el individuo y el grupo social. “En psicología social no construimos la conducta del grupo social en términos de la conducta de los distintos individuos que lo componen; antes bien, partimos de un todo social determinado de compleja actividad social, dentro del cual analizamos (como elementos) la conducta de cada uno de los distintos individuos que lo componen. Es decir, que intentamos explicar la conducta del individuo en términos de la conducta organizada del grupo social, en lugar de explicar la conducta organizada del grupo social en términos de la conducta de los distintos individuos que pertenecen a él”.
En realidad, resulta difícil priorizar al individuo o al grupo social por cuanto sin los primeros no existe el segundo, mientras que si no existe el grupo social, la actitud del individuo prácticamente no puede formarse, excepto a un nivel cultural muy limitado. Gino Germani escribió: “Una actitud se define como una disposición psíquica, para algo o hacia algo, disposición que representa el antecedente interno de la acción y que llega a organizarse en el individuo a través de la experiencia –vale decir, es adquirida- y resulta de la integración de elementos indiferenciados biológicos y de elementos socioculturales específicos”.
Puede decirse que, mientras el grupo social tiende a formar las componentes afectivas y cognitivas de la actitud característica de cada individuo, tales componentes se proyectan hacia el grupo social para caracterizarlo mediante una especie de actitud característica grupal predominante. Sin embargo, no todo individuo es influenciable de la misma manera por el grupo social ni es influyente de la misma manera sobre el grupo, sino que existe un equilibrio dinámico entre individuo y sociedad. Gino Germani escribe: “Entre otras ventajas, el concepto de actitud presenta la de constituir el nexo entre las dos ramas de que se compone la psicología social actual: la psicología social de los grupos o psicología colectiva, y la psicología social del individuo”.

## Personalidad
A partir del punto de vista de las actitudes, puede determinarse el concepto de personalidad. Como cada individuo posee las mismas componentes afectivas y cognitivas básicas que los demás, aunque en distintas proporciones, tales proporciones definirían su personalidad. Germani escribe al respecto: “Un grupo de investigadores interpreta la personalidad simplemente como una colección de actitudes altamente específicas”. “Sus principales autores, Cattel, Woodworth y Thorndike, sostienen que es posible reducir la personalidad a un cierto número mínimo de componentes básicos y uniformes, análogos en todos los hombres”. “El punto de vista común de los autores de esta tendencia es que la personalidad debe considerarse como una función de la sociedad, pero que al mismo tiempo es capaz de trascenderla. Afirman que si, por un lado, ella representa el «aspecto subjetivo de la cultura», por el otro posee la capacidad de trascender las formas culturales para transformarse de simple receptora en creadora de nuevas formas. La tarea de la psicología social consiste justamente en describir y explicar cómo se efectúa este incesante proceso de transmisión y creación de formas culturales a través de la personalidad humana”.

## Conductismo e interacción social
Lo interesante del conductismo social aparece en la forma en que George H. Mead describe la interacción social, para quien el acto psíquico social “es aquel en el que el individuo sirve en su acción como estímulo a la respuesta de otro individuo”. “El carácter más importante de la organización social de la conducta no es que un individuo en el grupo social hace lo que los demás, sino que la conducta de un individuo constituye un estimulo para que otro individuo realice determinado acto, y que a su vez este último acto se transforme en estímulo para una posterior reacción por parte del primer individuo, y así continuando en una interacción sin fin”.
Tal interacción social, denominada por Mead como una “conversación de actitudes”, es la que conforma la individualidad asociada a la personalidad de los seres humanos. Germani agrega: “El surgimiento del «yo» obedece a un proceso de interacción de esta misma naturaleza. Según Mead lo característico del «yo» es su capacidad de erigirse en objeto para sí mismo: en ello reside su esencia, la esencia de la individualidad misma. Esto es lo que lo diferencia de los animales, pues también la razón depende de esta capacidad que tiene el individuo de colocarse en el mismo campo de experiencia que los demás seres, hacia los cuales actúa en la interacción. Con otras palabras, la interacción social –es decir, la sociedad- se traslada en el interior mismo del individuo, y su esencia como ser humano consiste en tal capacidad de interacción consigo mismo”.

## Interaccionismo simbólico
Para establecer la interacción social es necesaria una previa interacción simbólica. Francis A. Merrill escribió: “La interacción de los seres humanos no es como la de las bolas de billar, que chocan entre sí y se repelen, sino que se realiza a través de símbolos significativos comprendidos mutuamente por los participantes. La interacción social se lleva a efecto dentro de un conjunto de expectativas, reglas y normas aprendidas en la infancia a las que el individuo adapta su comportamiento después. La interacción social se caracteriza, por tanto, por «la presencia de actos expresivos por parte de una o más personas, la percepción consciente o inconsciente de esos actos por otras y la observación final de que esos actos expresivos han sido percibidos por otros» (Jurgen Ruesch)”.
“Los entes sociales realizan esta interacción conservando cada uno una personalidad propia y la condición de ente social adquirida a través del contacto con otros individuos de evolución similar. En ese proceso de socialización, el individuo aprende a «asumir el papel del otro» y a ponerse mentalmente en el lugar de aquel ante el que reacciona (George H. Mead). De esta manera, cada uno de ellos sopesa el impacto que producen sus propias palabras o gestos sobre el otro y al suponerse en su sitio se estimula a sí mismo. Consecuentemente, la interacción social no sólo incluye la que tiene lugar entre dos personas, sino también la de cada persona consigo misma”.

## Formación de la personalidad
Desde el conductismo social se establece también la forma en que un niño va conformando su propia personalidad. Tal proceso ocurre cuando el individuo “asume la actitud o emplea el gesto que otro individuo emplearía, y además responde o tiende a responder a tal gesto. El niño se vuelve gradualmente un ser social a través de su propia experiencia y actúa hacia sí mismo de un modo similar al que emplea cuando se dirige a los demás”.
Germani agrega: “De ningún modo debe confundirse este proceso con la imitación. Mead la critica extensamente, afirmando, entre otras cosas, que ella supone ya la emergencia del «yo» como cumplida. Ejemplos de esta interestimulación se encuentran en el comportamiento del niño hacia la madre, o en el juego. Así, el niño adopta las palabras, los gestos, los tonos de la madre, es decir adopta en sí mismo el papel de ella. En los juegos del niño pequeño la interacción es todavía rudimentaria. En esta fase hay ya una tendencia a asumir un papel; así, el niño juega a ser alguien, policía, indio, etc.”. “En el juego organizado se pasa a un estadio en el que la asunción de un papel ya no se realiza al azar y al arbitrio del individuo, en este caso es necesario respetar ciertas reglas, las cuales establecen claramente el conjunto de respuestas que hay que dar frente a determinadas actitudes. Al tomar el ego cierta actitud se requiere en el alter cierta respuesta definida. Por lo tanto, el niño debe tener la capacidad de incorporar a su propia psique las actitudes de todos los demás incluidos en el juego. Tales actitudes asumen en el juego una especie de unidad organizada y esta organización de las actitudes ajenas, de los papeles ajenos en un todo unitario, es lo que Mead llama característicamente «el otro generalizado»”.

## Visión unificadora
Uno de los objetivos de las ciencias sociales es el logro de una visión general que abarque la mayor parte de los fenómenos descriptos, es decir, se trata de establecer una teoría general del individuo y de la sociedad. Así, desde las componentes afectivas de la actitud característica (amor, odio, egoísmo, negligencia) puede extraerse cierta ética  natural, constituyendo una teoría de la acción ética. Luego, desde las componentes cognitivas de la actitud característica (referencia en la realidad, en uno mismo, en otro o en lo que todos dicen), y empleando el método de prueba y error de la ciencia experimental, puede extraerse una lógica analógica, constituyendo una teoría del conocimiento. Desde la interacción simbólica y el lenguaje es posible la interacción social y la formación de la personalidad. Luego, la personalidad se proyecta hacia la cultura de la sociedad. Se advierte que, en principio, es posible abarcar varios conceptos asociados al individuo y a la sociedad desde la visión descriptiva emergente del conductismo social.